# Natalia Mohylevska
Natalia Oleksiyivna Mohylevska, nhũ danh Mohyla (sinh ngày 2 tháng 8 năm 1975), còn được biết với nghệ danh Nataliya Mogilevskaya, là một nữ ca sĩ, nhạc sĩ sáng tác bài hát, diễn viên người dẫn truyền hình, nhà sản xuất người Ukraina. Cô là chủ nhân của giải Nghệ sĩ nhân dân Ukraina (2004).

## Thân thế và giáo dục
Natalia tốt nghiệp lớp chính của trường trung học V. I. Kudryashov, nằm ở số 195, Berezniaky, Kyiv. Cô còn tốt nghiệp Học viện xiếc Ukraina. Cô là nghệ sĩ đơn ca và diễn viên của các nhà hát gồm: nhà hát dân gian Ukraina Rodina, Nhà hát kịch nghệ Kyiv, nhà hát kịch tạp kỹ Kyiv và Nhà hát kịch Do Thái Stern.

## Những năm đầu tiên

### 1995–1997: Bắt đầu sự nghiệp
Năm 1995, với sự hỗ trợ của Yuriy Rybchynskyi, Natalia bắt đầu sự nghiệp solo. Tại Chervona Ruta, Simferopol cô đã lấy được bằng tốt nghiệp và giành giải nhất tháng tại cuộc thi Slavic Bazaar.
Đầu năm 1996, Oleksandr Yaholnyk trở thành nhà sản xuất mới của Natalia, và các bài hát pop được đưa thêm vào danh sách các tác phẩm trữ tình của cô. Mùa hè năm ấy tại Lễ hội Sea of Friends ở Yalta, Mohylevska đã giành giải á quân, chỉ xếp sau Oleksandr Ponomariov.
Mùa thu năm 1996, cô đăng ký vào Viện nghệ thuật và văn hóa quốc gia Kyiv, rồi tốt nghiệp vào năm 1999.
Mùa hè năm 1997, Natalia phát hành album đầu tiên mang tên La la la. Tác phẩm đã bán được hàng triệu bản.

### 1998–2003:La la la
Mùa thu năm 1998, Natalia dừng hợp tác với Yaholnyk và đích thân tham gia vào khâu sản xuất, sau khi ký được hợp đồng hợp tác với Tavria Games vào tháng 2 năm 1999. Thành quả hợp tác giữa đôi bên là sự ra đời của album nhạc mang tên Only Me.
Tại lễ trao giải Golden Firebird, hai bài hát của Natalie đã giành giải trong ba hạng mục được ứng cử, đó là "The Moon" và "Only Me". "The Moon" được ghi danh là bài hát hay nhất năm ở Ukraina, còn bản thân Natalia Mohylevska thắng giải ca sĩ xuất sắc nhất năm. Mùa xuân năm 2000, co bắt đầu tour diễn xuyên quốc gia cùng ban nhạc. 

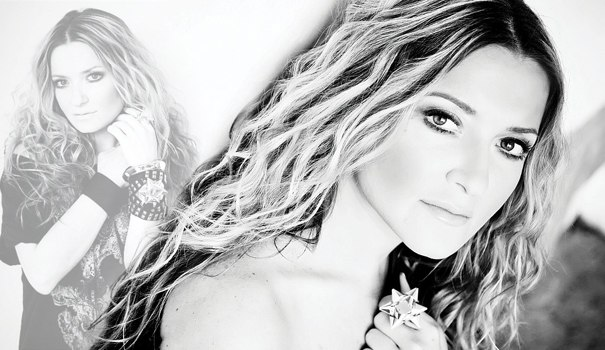
Chân dung Natalie Mohylevska

Tháng 7 năm 2001, lần thứ hai liên tiếp Natalia thắng giải ca sĩ xuất sắc nhất ở Ukraina, nhờ đó cô đã giành giải Lông vũ vàng. Tháng 10 năm ấy, Nova Records phát hành đĩa CD thứ ba của cô mang tên Netakaya.
Vụ chia tay với nhà soạn nhạc Oleksandr Yaholnyk đã trở thành dấu mốc trong sự nghiệp của Natalie. Tác phẩm chính của cô trong giai đoạn này là đĩa đơn "Winter" ("The Plush bear"), video "Lemon Lantern". Ở nửa sau năm 2003, một số sự kiện liên quan đến cô đã diễn ra cùng lúc. Cuốn sách do cô bạn Lada Luzina của Natalie làm tác giả mang tên Adventures of Natalia Mohylevska and the witches of Ivanna Karamazova đã được xuất bản. Nguyên mẫu các anh hùng chính trong sách là Mohylevska và chính Luzin.

### 2004–2007:Send Message
Đầu năm 2004, Natalia trở thành nhà sản xuất và người dẫn chính của chương trình Chance trên kênh truyền hình Inter. Cuối tháng 11 năm ấy, nữ ca sĩ phát hành album The Most ... Most tại câu lạc bộ giải trí Dejavu ở Kyiv.
Tháng 1 và tháng 12 năm 2005, hai video mang tên "You know" và "There is no truth in the words" được ra mắt. Tháng 5 năm 2005, cô tham gia vào lễ hội Tavria Games thường niên.
Năm 2006, Natalia tổ chức một buổi giới thiệu album bằng tiếng Ukraina mang tên Send a Message. Cùng năm ấy, cô và bạn đời Vlad Yama đã tham gia vào dự án truyền hình Dancing with the Stars. Trong cuộc thi, cô đã giành giải nhì, còn giải nhất thuộc về dự án Star Duo (cùng với nhà sản xuất Ihor Kondratiuk của Chances).
Năm 2007, Natalie ghi hình MV cho ca khúc "This dance", giới thiệu album và tour diễn cùng tên xuyên cùng quốc gia, cùng với bạn nhảy Vladyslav Yama ở Dancing with the Stars. Buổi hòa nhạc solo nằm trong khuôn khổ tour This dance đã được tổ chức ở Kyiv. Vào mùa thu, Natalia và Vlad tham gia vào mùa ba của Dancing with the Stars, và họ một lần nữa giành vị trí thứ nhì chung cuộc.
Tháng 6 năm 2007, cô thông báo phát hành dự án Chance mà cô đã ấp ủ trong mười năm. Tuy nhiên sau khi chuyển dự án qua kênh 1+1, Mohylevska trở lại dự án mà cô từng hợp tác thành công vào năm 2008.

### 2008–2012:Fabryka Zirok
Mùa hè năm 2008, kênh truyền hình Novyi Kanal mời Natalia Mohylevska trở thành nhà sản xuất nhạc ở mùa hai của chương trình Factory of Stars (Fabryka Zirok).
Sau thành công vang dội của Factory of Stars mùa ba do Konstantin Meladze làm nhà sản xuất, Novyi Kanal đã khởi động dự án lớn mang tên Factory of Stars. Superfinal. Trong chương trình, Natalia Mohylevska làm ban giám khảo, ngoài cô còn có tổng giám đốc Irina Lysenko của Novyi Kanal và nhà sản xuất Konstantin Meladze.
Năm 2010, trên kênh truyền hình "1 + 1", dự án Star+Star được khởi động. Mohylevska trở thành đồng dẫn chương trình với Yuriy Horbunov.

### 2013–nay:Tantsi z zirkamymùa năm
Năm 2013, Natalia phát hành mini-album On-Line Project gồm sáu ca khúc.
Ngày 1 tháng 2 năm 2015, Natalia tham gia ghi hình và làm giám khảo ở mùa hai của chương trình ca hát Voice Children. Ngày 11 tháng 10 năm 2015, buổi phát sóng đầu tiên của chương trình tìm kiếm tài năng nhí Little Giants diễn ra trên kênh truyền hình 1+1, và cô cũng làm giám khảo của chương trình.
Năm 2017, Natalia cùng với Monatik phát hành đĩa đơn tiếng Nga Ya zavelas. Ngày 27 tháng 8 trên kênh truyền hình 1 + 1, mùa bốn của Dancing with the Stars được phát sóng lần đầu. Trong cuộc thi, Natalia được mời một ghế giám khảo, song cô từ chối và quyết định tham gia đội chơi. Cô nhảy cặp cùng Ihor Kuzmenko và họ giành ngôi quán quân. Vào tháng 11 năm 2017, Natalia trở thành huấn luyện viên của chương trình ca hát Voice of Children lần thứ hai.

## Giải thưởng và ghi danh
Ngày 19 tháng 4 năm 2001, Natalia được trao tặng danh hiệu Nghệ sĩ Ưu tú Ukraina. Ngày 29 tháng 12 năm 2004, tổng thống Ukraina Leonid Kuchma trao tặng danh hiệu Nghệ sĩ Nhân dân Ukraina cho Natalia cùng bằng khen riêng dành cho những đóng cá nhân nổi bật của cô cho sự phát triển của nghệ thuật, trình diễn ca khúc của Ukraina. Năm 2011, cô nhận được đề cử giải YUNA ở hạng mục Nghệ sĩ trình diễn xuất sắc nhất nhờ những thành tựu âm nhạc mà cô đạt được trong 20 năm qua.

## Danh sách đĩa nhạc
- La la la (1997)
- Snowdrop (1998)
- Only Me (1999)
- Not like that (2001)
- Winter (2002)
- The best… The best (2003)
- Send Message (2006)
- This Dance (2007)
- Loved (2008)
- On-line Project (2013)